# Travel Air
Travel Air Manufacturing Company va ser una empresa fabricant d'aeronaus establerta a Wichita, Kansas, el gener de 1925 fundada per Clyde Cessna, Walter Beech, i Lloyd Stearman.
L'empresa inicialment construïa una sèrie de biplans de cabina oberta esportius i d'entrenament. Alguns dels aeroplans esportius fabricats per Travel Air van dominar els circuits de carreres durant diversos anys i eren més ràpids que qualsevol dels models que formaven part de l'exèrcit dels Estats Units.

Travel Air es va fusionar amb Curtiss-Wright Corporation l'agost de 1929. Curtiss-Wright va continuar fabricant alguns dels dissenys de Travel Air tot i que va canviar la denominació i el Model 4000 va passar a ser el 4, el 6000 el 6, etc.

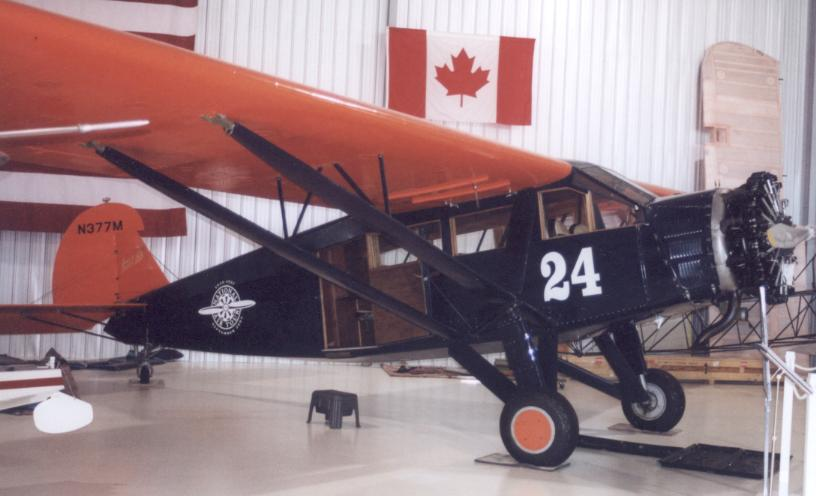
Travel Air 6000 amb el logo del 2003 National Air Tour.

El fundador Walter Beech va deixar l'empresa poc després què s'unís a Curtiss-Wright.

## Powder Puff Derby
L'agost de 1929 va tenir lloc la primera carrera aèria femenina, la Women's Air Derby, què també es va conèixer com a Powder Puff Derby. De les 20 participants, set volaven en Travel Air, entre elles la guanyadora Louise Thaden i Opal Kunz, qui va acabar en vuitena posició. Els altres cinc Travel Air van ser pilotats per Pancho Barnes, Claire Fahy, Marvel Crosson, Mary von Mack, i Blanche Noyes.

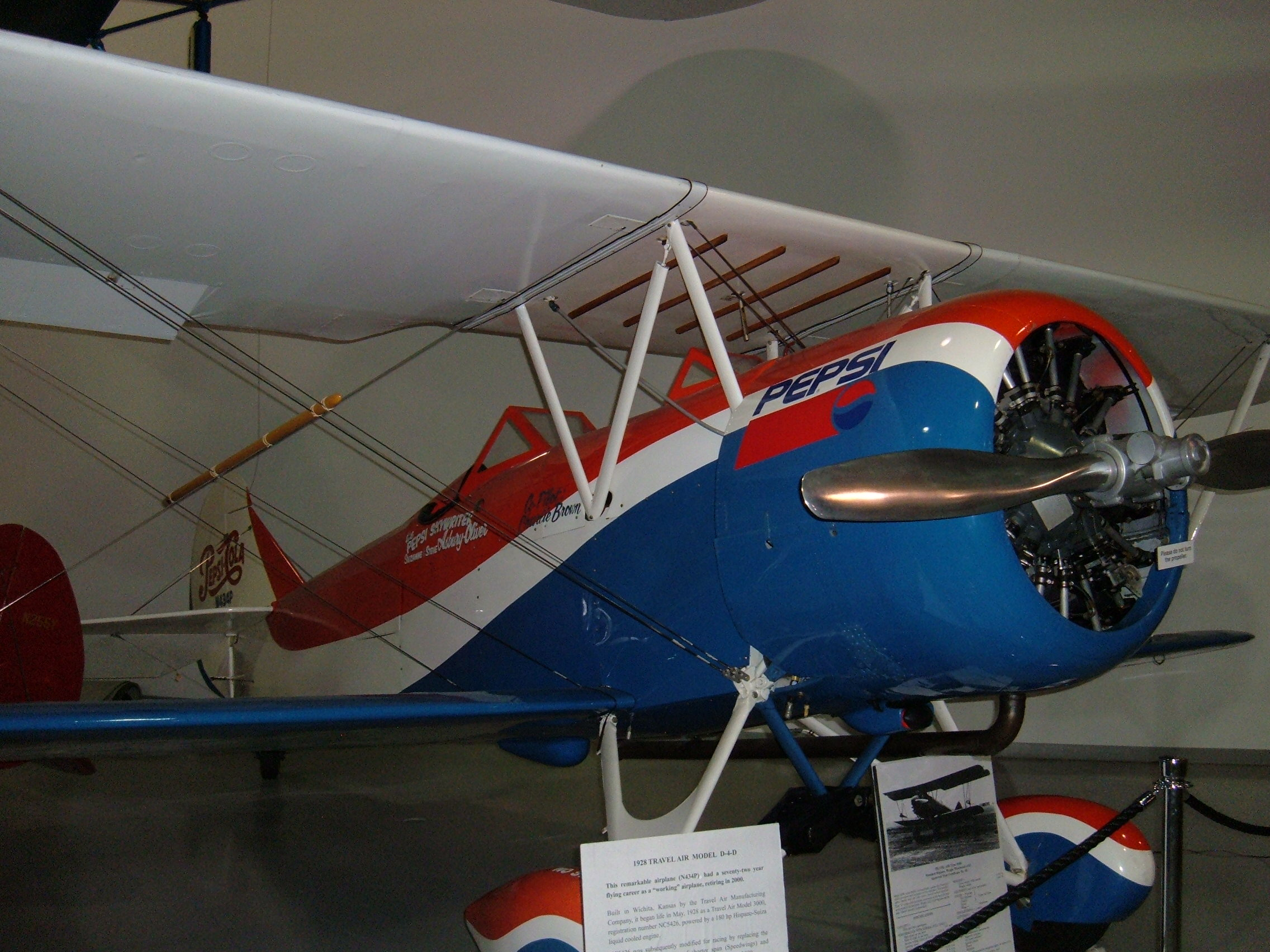
Un Travel Air Model D-4-D de 1928 al Hiller Aviation Museum.

Una de les estranyes qualificacions de la carrera van ser que les aeronaus havien de tenir una potència de motor “apropiada per una dona”. A Opal Kunz li van dir què el seu Travel Air de 300 c.v. era massa ràpid per què una dona el pogués controlar i la van obligar a canviar la seva aeronau.”

## Llista d'aeronaus
- Travel Air 1000, inicialment anomenat model A
- Travel Air 2000, inicialment anomenat model B
- Travel Air 3000, inicialment anomenat model BH
- Travel Air 4000, inicialment anomenat model BW
- Travel Air 5000, monoplà de carreres
- Travel Air 6000, monoplà
- Travel Air 7000, inicialment anomenat model CW
- Travel Air 8000, 4000-CAM redissenyat
- Travel Air 9000, 4000-SH redissenyat
- Travel Air 10, monoplà de cabina petita basat en el 6000
- Travel Air 11 desenvolupat a partir del D-2000.
- Travel Air Type R Mystery Ship
- Curtiss-Wright CW-12 Sport Trainer
- El número 13 es va saltar.
- Curtiss-Wright CW-14 Osprey
- Curtiss-Wright CW-15 Sedan (un 6/6000 millorat)
- Curtiss- Wright CW-16